# Marché de Garak (métro de Séoul)
Cet article concerne la station de métro. Pour le marché lui-même, voir Marché de Garak.
Marché de Garak (en coréen : 가락시장역 et officiellement en anglais : Garak Market) est une station de correspondance entre la ligne 3 et la ligne 8 du métro de Séoul. Elle est située, 257 Songpa-daero et 298 Garak-dong, dans l'arrondissement de Songpa-gu, à Séoul en Corée du Sud.

## Situation sur le réseau

Plan du réseau (2023)

## Services aux voyageurs

### Desserte

#### Station ligne 3

Installations
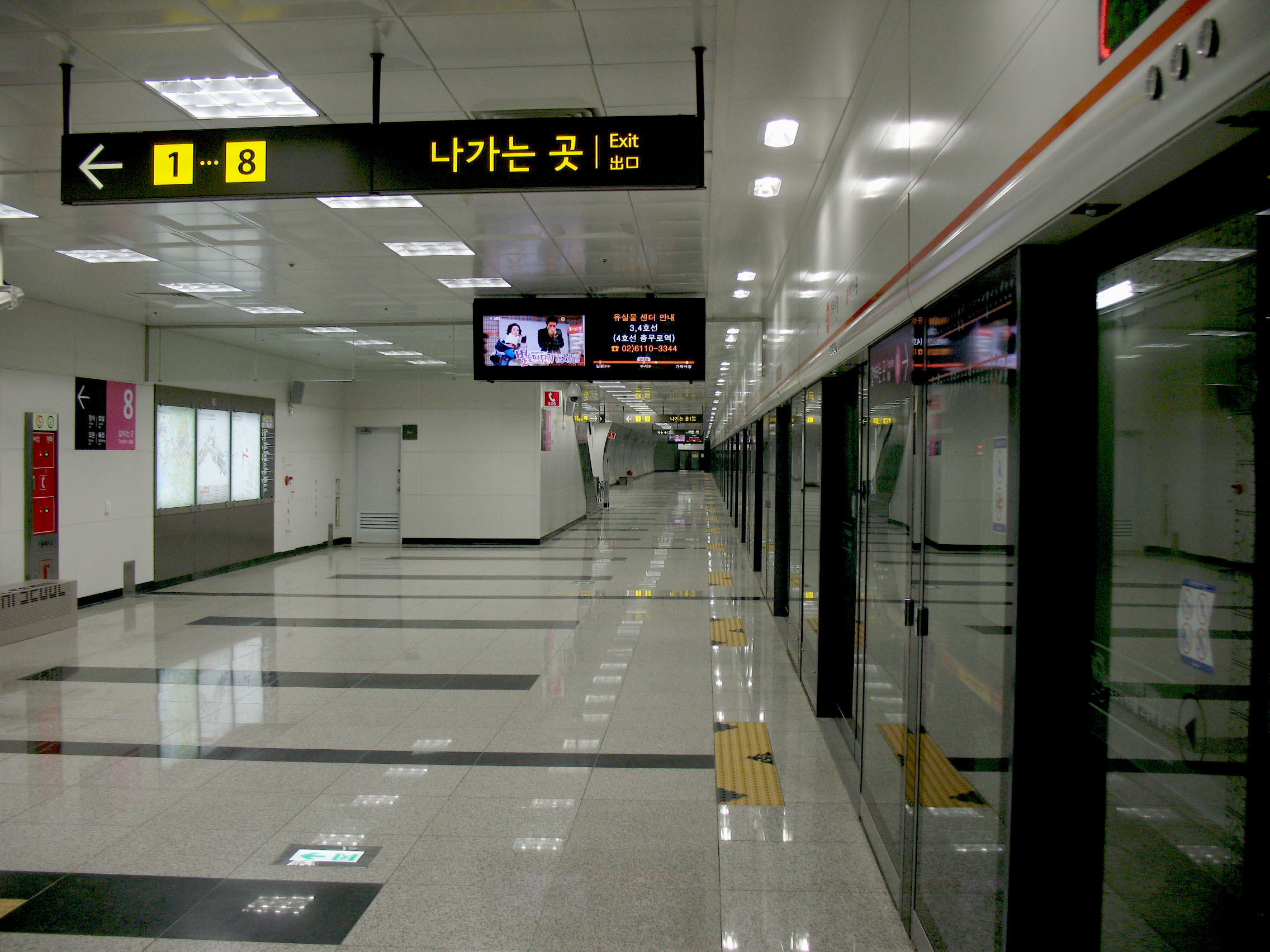
En 2010.
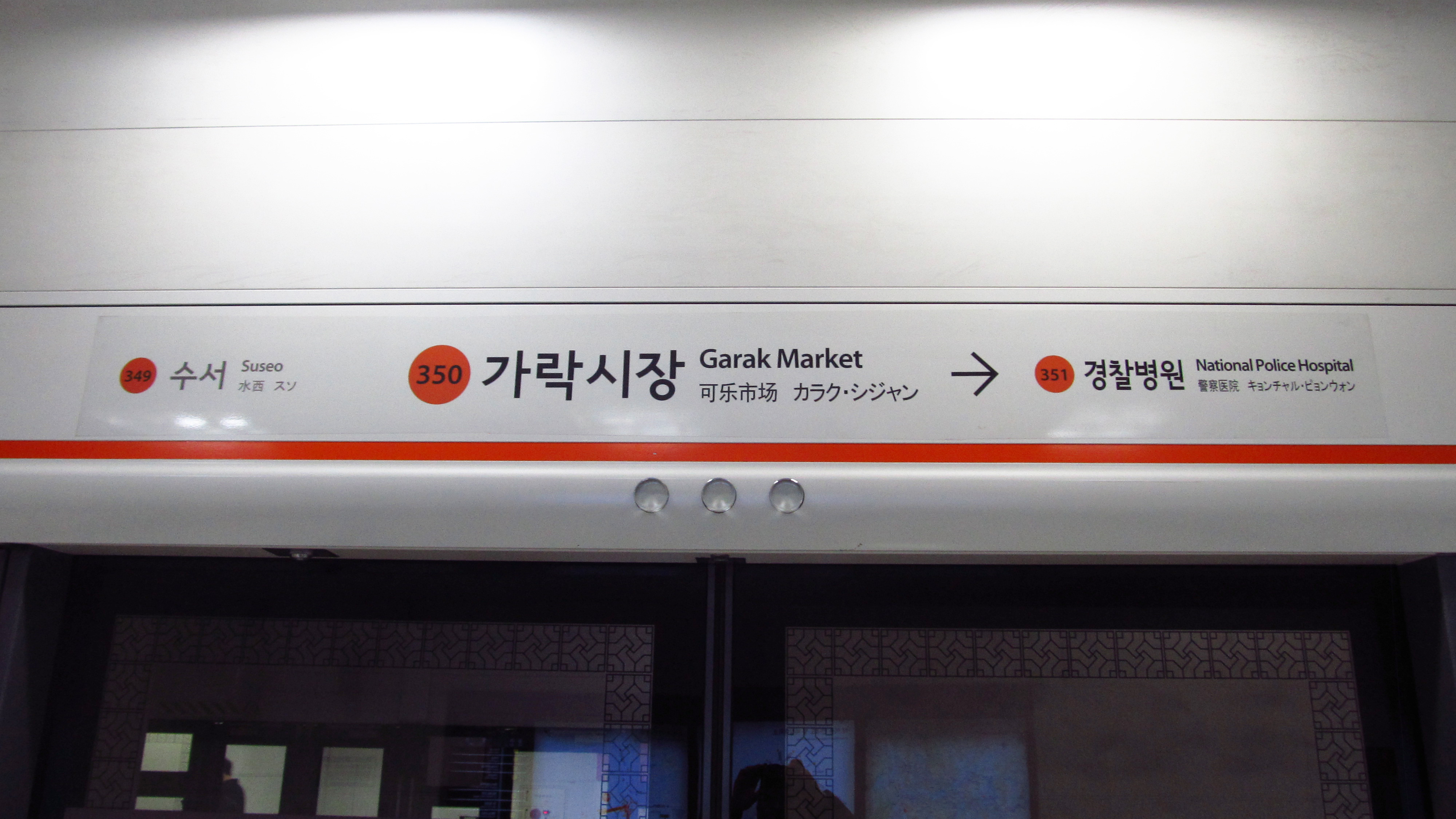
En 2018.
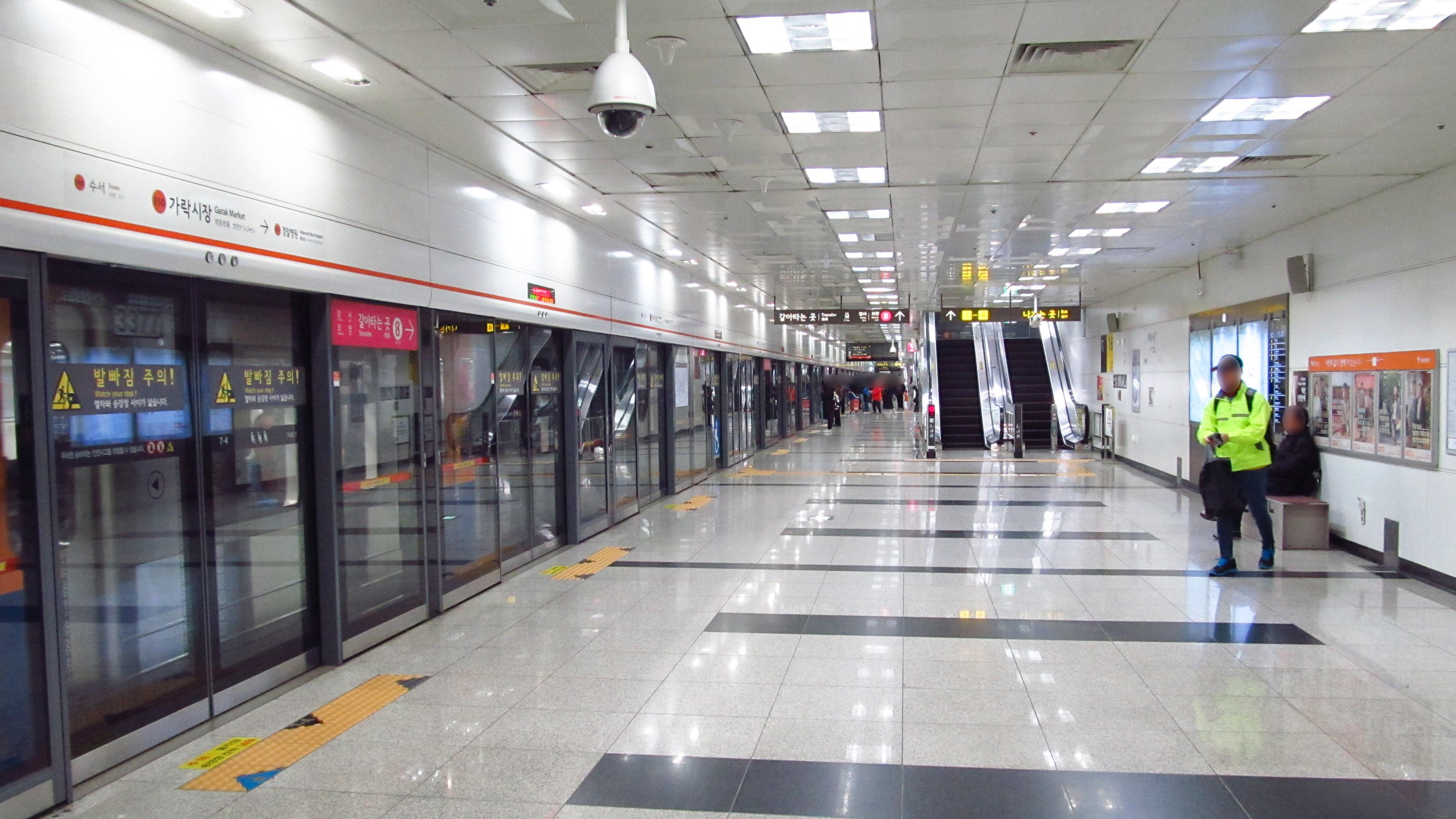
En 2018.

#### Station ligne 8

Installations
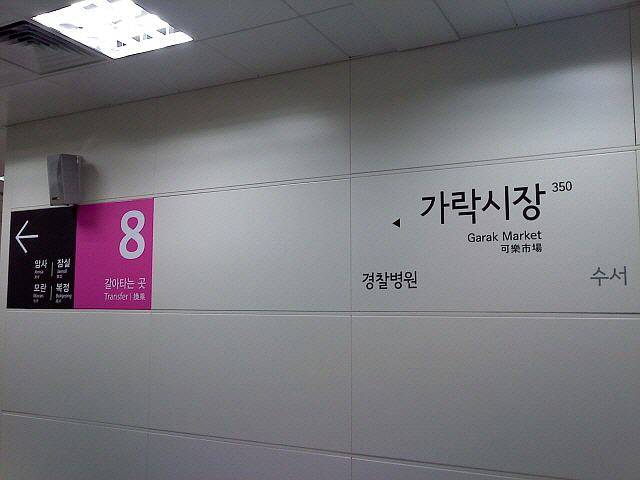
En 2010.
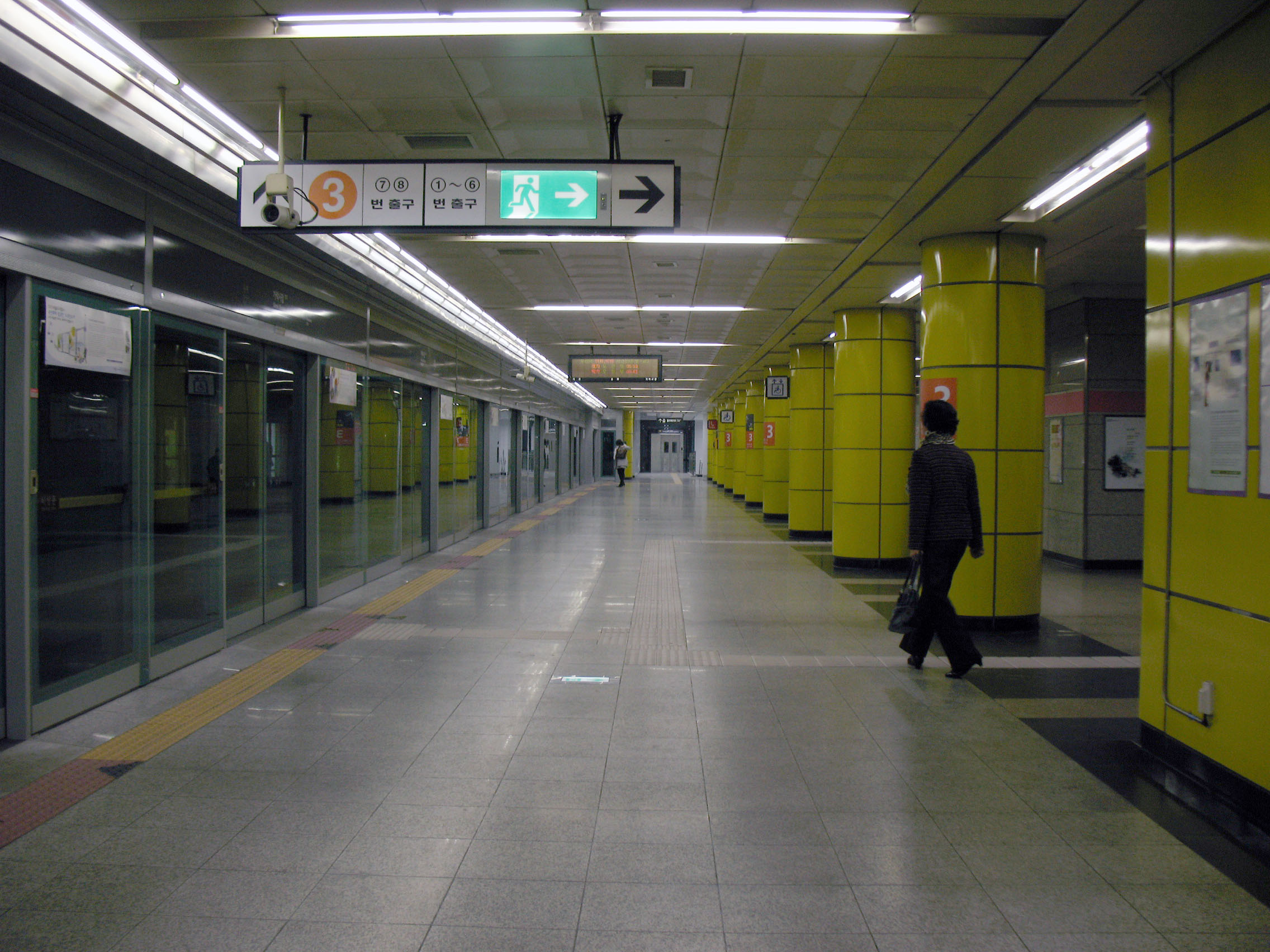
En 2010.
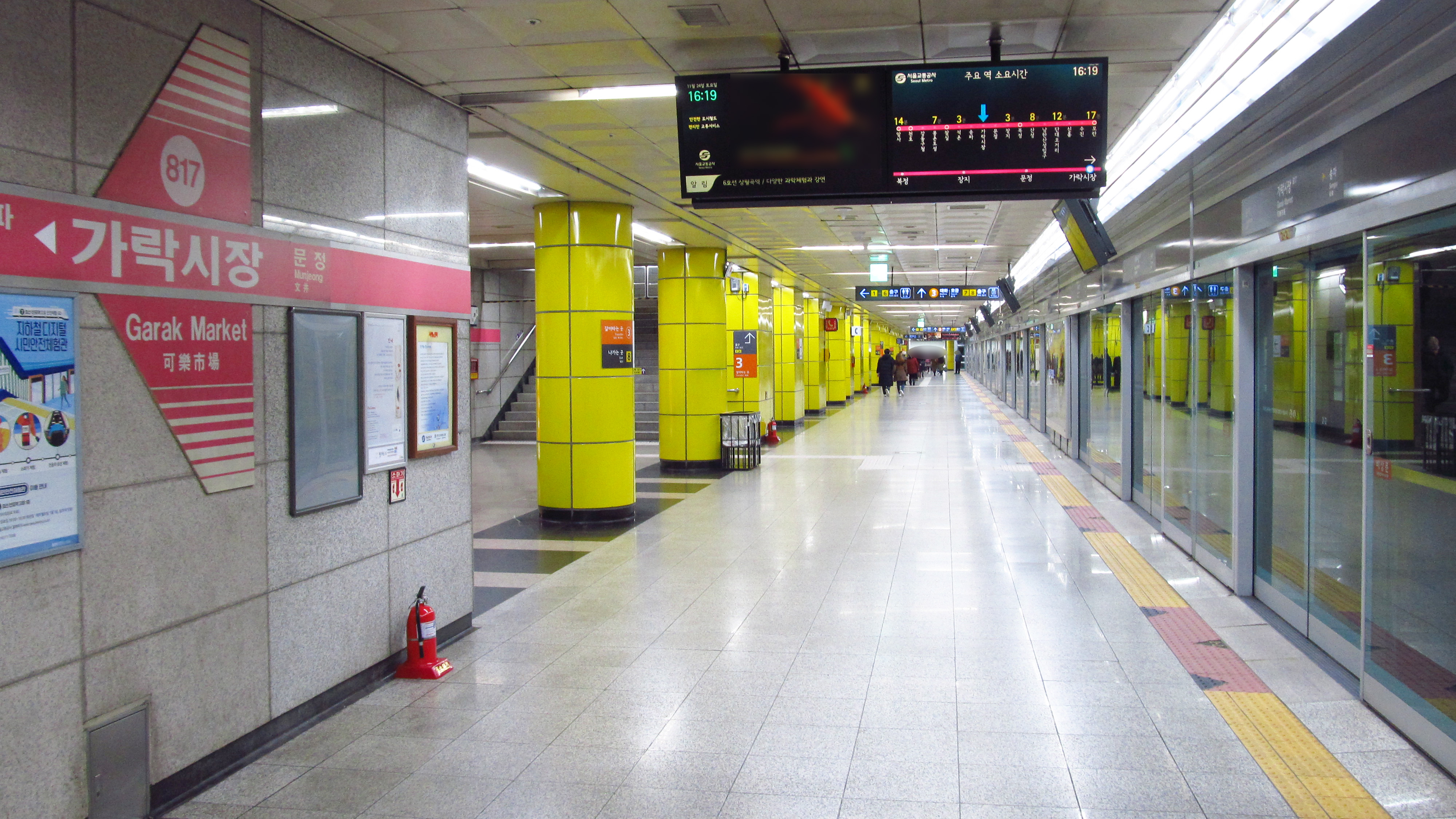
En 2018.